# 707 (szám)
A 707 (római számmal: DCCVI) egy természetes szám, félprím, a 7 és a 101 szorzata.

## A szám a matematikában
A tízes számrendszerbeli 707-es a kettes számrendszerben 1011000011, a nyolcas számrendszerben 1303, a tizenhatos számrendszerben 2C3 alakban írható fel.
A 707 páratlan szám, összetett szám, azon belül félprím, kanonikus alakban a 71 · 1011 szorzattal, normálalakban a 7,07 · 102 szorzattal írható fel. Négy osztója van a természetes számok halmazán, ezek növekvő sorrendben: 1, 7, 101 és 707.
A 707 négyzete 499 849, köbe 353 393 243, négyzetgyöke 26,58947, köbgyöke 8,90854, reciproka 0,0014144. A 707 egység sugarú kör kerülete 4442,21201 egység, területe 1 570 321,946 területegység; a 707 egység sugarú gömb térfogata 1 480 290 154,7 térfogategység.